# Grand Prix automobile du Brésil 1976
Résultats du Grand Prix automobile du Brésil de Formule 1 1976 qui a eu lieu sur le circuit d'Interlagos à São Paulo le 25 janvier 1976.

## Classement
| Pos  | N° | Pilote             | Écurie             | Tours | Temps/Abandon      | Grille | Points |
| ---- | -- | ------------------ | ------------------ | ----- | ------------------ | ------ | ------ |
| 1    | 1  | Niki Lauda         | Ferrari            | 40    | 1 h 45 min 16 s 78 | 2      | 9      |
| 2    | 4  | Patrick Depailler  | Tyrrell-Ford       | 40    | + 21 s 47          | 9      | 6      |
| 3    | 16 | Tom Pryce          | Shadow-Ford        | 40    | + 23 s 84          | 12     | 4      |
| 4    | 34 | Hans-Joachim Stuck | March-Ford         | 40    | + 1 min 28 s 17    | 14     | 3      |
| 5    | 3  | Jody Scheckter     | Tyrrell-Ford       | 40    | + 1 min 56 s 46    | 13     | 2      |
| 6    | 12 | Jochen Mass        | McLaren-Ford       | 40    | + 1 min 58 s 27    | 6      | 1      |
| 7    | 2  | Clay Regazzoni     | Ferrari            | 40    | + 2 min 15 s 24    | 4      |        |
| 8    | 20 | Jacky Ickx         | Wolf-Williams-Ford | 39    | + 1 tour           | 19     |        |
| 9    | 21 | Renzo Zorzi        | Williams-Ford      | 39    | + 1 tour           | 17     |        |
| 10   | 8  | Carlos Pace        | Brabham-Alfa Romeo | 39    | + 1 tour           | 10     |        |
| 11   | 31 | Ingo Hoffmann      | Copersucar-Ford    | 39    | + 1 tour           | 20     |        |
| 12   | 7  | Carlos Reutemann   | Brabham-Alfa Romeo | 37    | Panne d'essence    | 15     |        |
| 13   | 30 | Emerson Fittipaldi | Copersucar-Ford    | 37    | + 3 tours          | 5      |        |
| 14   | 10 | Lella Lombardi     | March-Ford         | 36    | + 4 tours          | 22     |        |
| Abd. | 17 | Jean-Pierre Jarier | Shadow-Ford        | 33    | Accident           | 3      |        |
| Abd. | 11 | James Hunt         | McLaren-Ford       | 32    | Accident           | 1      |        |
| Abd. | 9  | Vittorio Brambilla | March-Ford         | 15    | Fuite d'huile      | 7      |        |
| Abd. | 26 | Jacques Laffite    | Ligier-Matra       | 14    | Transmission       | 11     |        |
| Abd. | 5  | Ronnie Peterson    | Lotus-Ford         | 10    | Accident           | 18     |        |
| Abd. | 6  | Mario Andretti     | Lotus-Ford         | 6     | Accident           | 16     |        |
| Abd. | 28 | John Watson        | Penske-Ford        | 2     | Alimentation       | 8      |        |
| Abd. | 14 | Ian Ashley         | BRM                | 2     | Pompe à huile      | 21     |        |

Légende :
- Abd.=Abandon

## Pole position et record du tour
- Pole position : James Hunt en 2 min 32 s 50 (vitesse moyenne : 187,908 km/h).
- Tour le plus rapide : Jean-Pierre Jarier en 2 min 35 s 07 au 31e tour (vitesse moyenne : 184,794 km/h).

## Tours en tête
- Clay Regazzoni : 8 (1-8)
- Niki Lauda : 32 (9-40)

## À noter
- 8e victoire pour Niki Lauda.
- 59e victoire pour Ferrari en tant que constructeur.
- 59e victoire pour Ferrari en tant que motoriste.